# Radbodo de Utrecht
Radbodo de Utrecht  (Namur, 850-Ootmarsum, 29 de noviembre de 917) fue un religioso neerlandés, que obró como obispo de Utrecht durante el siglo X y es venerado como santo por la Iglesia católica.

## Biografía

### Primeros años y elección como obispo
Radbodo nació en el seno de una familia de la nobleza, tanto franca por parte de su padre, como frisona por parte de su madre, descendiendo por vía materna del «duque» o caudillo frisón Radbod, último líder pagano de su pueblo.
Inicialmente fue educado en la escuela de la catedral de Colonia, donde su tío Gunter obraba como arzobispo, pero la caída en desgracia y consecuente deposición y excomunión de este último de su cargo a causa de su participación en la trama en torno al divorcio de Lotario II y Teutberga lo obligó a trasladarse a la corte de Carlos el Calvo, en cuya escuela, famosa por su nivel académico, pudo proseguir sus estudios y en la que habría sido alumno de Juan Escoto Erígena. Tras la muerte de Carlos en 877 habría partido a visitar a sus padres y posteriormente finalizaría sus estudios en un monasterio dedicado a san Martín de Tours.
A los treinta años ya se habría convertido en monje teniendo como maestro a Hugo el Abad, quien lo habría instruido también en filosofía, dialéctica y retórica. En 899, tras la muerte del obispo Ogebaldo, fue elegido como obispo de Utrecht, siendo consagrado como tal al año siguiente.

### Obispo de Utrecht

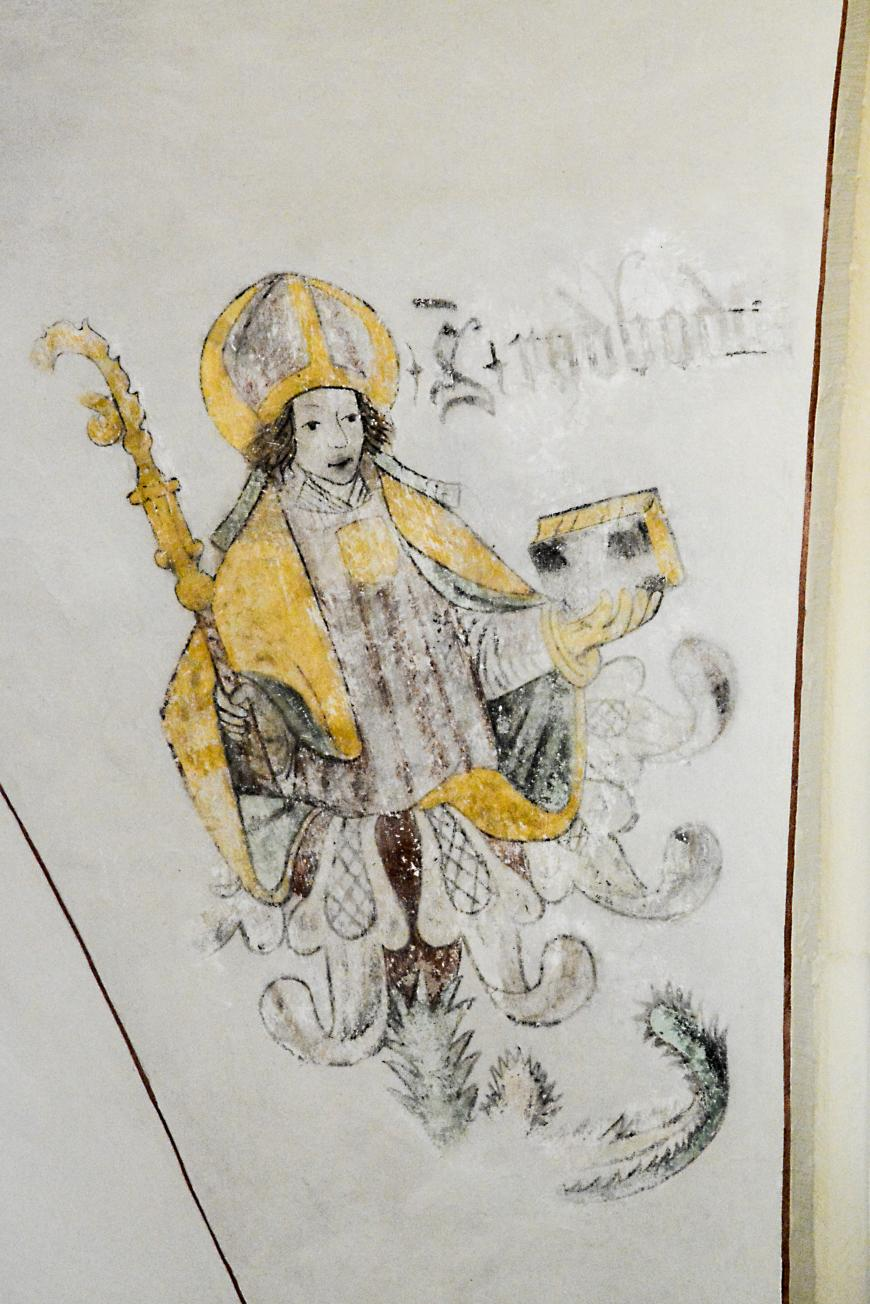
Fresco de san Radbodo en la Broerenkerk, iglesia de Zwolle.

La tradición señala que habría sido proclamado como obispo «con total unanimidad» por parte del clero y del pueblo, contando también con la aprobación del rey Arnulfo. Al asumir su episcopado, Radbodo abrazaría cierta vida monacal más estricta y apegada a la regla de san Benito, estilo de vida que buscaría conciliar con sus deberes episcopales, dando ejemplo pastoral de virtudes como la abstinencia, el ayuno, la limosna y la atención a los pobres, enfermos y huérfanos, además del desprecio a lo material. A su vez, elegiría como modelos a seguir en su misión a dos de sus predecesores: san Bonifacio, evangelizador de Frisia, y san Vilibrordo, el «apóstol de Frisia y de los países bajos».
A causa de la destrucción y ocupación de la ciudad de Utrecht a causa de las invasiones normandas, y siguiendo el ejemplo de sus últimos dos predecesores, fijó su residencia en la ciudad de Deventer, en un monasterio que el rey Lotario II habría mandado a construir en 858 para darle un lugar seguro al titular de la diócesis de Utrecht. Lo anterior no obstó para que ejerciera su episcopado a lo largo de toda su diócesis, la cual recorrió intensamente buscando acabar con los últimos vestigios y remanentes de paganismo frisón.
Su episcopado destacó también por los avances que logró en aspectos administrativos, siendo el primer obispo de su diócesis en confeccionar un cartulario para así tener una visión general de los derechos y bienes de la Iglesia, con lo que sentaba las bases de que la sede episcopal pudiese volver efectivamente a la ciudad de Utrecht una vez controlada la situación con los normandos, en el mismo ámbito, hizo esfuerzos por resguardar la estabilidad y eficacia de los ingresos de la diócesis, logrando que se respetara la inmunidad de los mismos gracias al reconocimiento de dicho privilegio por parte del rey Conrado I que lo reconfirmaría el 9 de julio de 914.
En otoño de 917 Radbodo cayó enfermo con síntomas de fiebre durante una estancia en Drente. Debido a la dureza del clima en dicha zona fue rápidamente trasladado a Ootmarsum, donde fallecería el 29 de noviembre de 917, siendo su cuerpo trasladado a Deventer, lugar donde sería finalmente sepultado.

## Patronazgo y legado
San Radbodo es considerado el santo patrón de la educación superior católica y de la práctica científica católica en los Países Bajos.
En 1999 el hospital universitario de Nimega fue rebautizado como «UMC St Radboud» en su honor, manteniendo su epónimo en su restructuración del año 2013, ahora con el nombre «Centro Médico Universitario Radboud» (en neerlandés: Radboudumc); del mismo modo, en 2004 la antigua Universidad Católica de aquella ciudad fue rebautizada como «Universidad Radboud de Nimega» en su honor.